# Lutteur forain

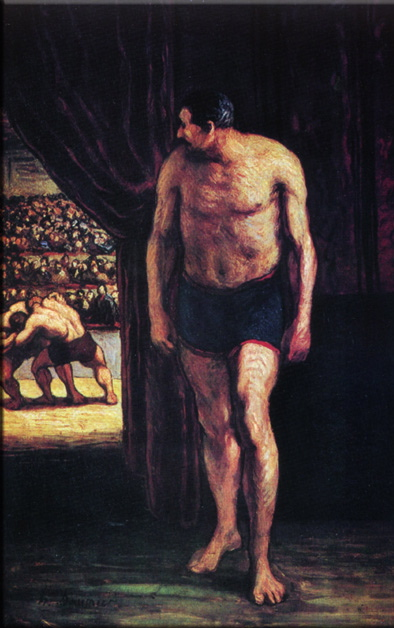
Lutteurs de cirque d’Honoré Daumier

Un lutteur forain ou lutteur de cirque est un membre du monde forain et du spectacle dont la profession consiste à faire une exhibition de lutte bretonne ou de lutte gréco-romaine avec une personne du public qui a levé la main pour l’affronter. Cette lutte a été très pratiquée entre les années 1880 et 1960.
Gustave Soury (1874-1966), peintre animalier et affichiste, a laissé son témoignage photographique de ces lutteurs.